# اوال‌ت
OLT اولین تلفن همراه زمینی در نروژ است. آن در ۱ دسامبر، ۱۹۶۶ تأسیس شد و تا زمانی که توسط NMT در سال ۱۹۹۰ منسوخ شد، ادامه داشت. در سال ۱۹۸۱، ۳۰ هزار مشترکت تلفن همراه داشت، که در آن زمان این شبکه بزرگ‌ترین بود.

شبکه در فرکانس 160MHz باند VHF با استفاده از FM در فرکانس MHz 160-162 برای دستگاه همراه اجرا شد و از فرکانس 168-170 MHz برای ایستگاه پایه بهره برده شد. اکثر دستگاه‌های تلفن نیمه دوطرفه بودند، اما بیشتر آن‌ها گران تر بودند، کاملاً دوطرفه بودند. به هر مشترک یه شماره تلفن پنج رقمی داده می‌شد.

در سال ۱۹۷۶، سیستم OLT گسترش یافت و باند UHF را نیز شامل شد که به نام MTD ثبت شد و امکان رومینگ بین‌المللی را با کشورهای اسکاندیناوی نیز داشت.